# روابط ژاپن و مالزی
روابط مالزی و ژاپن (انگلیسی: Japan–Malaysia relations) به روابط دیپلماسی دو جانبه بین دو کشور مالزی و ژاپن اشاره دارد. روابط تاریخی اولیه‌ای که بین دو ملت به ثبت رسیده‌است به قرن پانزدهم بازمی‌گردد که روابط تجاری بین سلطان‌نشین ملاکا و پادشاهی ریوکیو می‌باشد. در طی قرن نوزدهم، تعداد کمی از ژاپنی‌ها به مالزی مهاجرت کرده و در مناطق مختلف مالزی کنونی ساکن شدند. این امر در قرن بیستم به خوبی تداوم یافت تا هنگامی که با ظهور امپراتوری ژاپن و متعاقب آن پیش آمدن نبرد مالایا و اشغال مالایای بریتانیا و بورنئو در طی جنگ جهانی دوم که به تحمل حکومت وحشیانه نظامی ژاپن توسط توده مردم محلی منجر گردید، روابط به شدت سقوط کرد.
بعد از جنگ، روابط بین دو کشور به تدریج بهبود یافت تا اینکه در دههٔ ۱۹۸۰، در اولین دوره نخست‌وزیری مهاتیر محمد و سیاست «نگاه به شرق» او، این روابط به اوج رسید.
ژاپن دارای سفارت در کوالا لامپور، دفتر سرکنسولگری در جرج تاون، ایالت پنانگ و دفتر کنسولگری در کوتا کینابالو است. سفارت مالزی در شیبویا-کو، توکیو است.